# 道の駅つる
道の駅つる（みちのえき つる）は、山梨県都留市にある市道大原線の道の駅である。
平成27年度重点道の駅に選ばれている。

## 施設
- 駐車場
  - 小型車：78台
  - 大型車：15台
  - 身障者用駐車場：2台
- トイレ
  - 男 10（大3 小7）
  - 女 10
  - 身障者 1
- 農産物直売所「おかいもの『直売所』」
- 公衆電話
- レストラン「|地産地消レストラン『お勝手場』」
- 情報コーナー
- キッズコーナー・休憩コーナー
- 体験施設
- テイクアウト
- 肉加工室
- 加工施設
- イベント広場
- 非常食備蓄庫
- 非常電源自家発電設備
- 避難用寝具

### おかいもの「直売所」
富士山頂から直線距離30kmの都留市の十日市場や夏狩地区から湧き出る湧水を使って作られた農産物や、手作りの品物などが販売されている。市内を中心にした120の生産者自らの手で店頭に並べられていることが特徴。

### 地産地消レストラン「お勝手場」
富士山の湧水を活かした地元の新鮮な素材で作られた定食メニューを提供している。レジで会計後に渡された番号札を、開放感のある広い窓や、風を感じるテラス席などの好きな席に持っていくスタイル。

### 管理
- 都留市
- 株式会社せんねんの里つる

## 周辺
- 山梨県立リニア見学センター
- 国道139号

### アクセス
- 国道139号「道の駅つる入口」（旧大原橋東）交差点から500m
- 大月駅・谷村町駅などから富士急バス県立リニア見学センター行き、道の駅つる下車。
- 禾生駅から徒歩約20分。